# Ramón Rosso
Ramón Rosso (Santo Domingo, 6 de junho de 1996) é um jogador de beisebol dominicano, que joga na posição de arremessador (pitcher).

## Carreira
Rosso compôs o elenco da Seleção Dominicana de Beisebol nos Jogos Olímpicos de Verão de 2020 em Tóquio, onde conquistou a medalha de bronze após derrotar a equipe sul-coreana na disputa pelo pódio.